# Hechtia suaveolens
Hechtia suaveolens är en gräsväxtart som beskrevs av Charles Jacques Édouard Morren och Carl Christian Mez. Hechtia suaveolens ingår i släktet Hechtia och familjen Bromeliaceae. Inga underarter finns listade i Catalogue of Life.